# Гобрий (сын Дария I)
Гобрий (др.-греч. Γωβρυας) — сын Дария I, один из персидских военачальников во время похода Ксеркса I.
Отцом Гобрия был Дарий I, а матерью — дочь Кира Великого Артистона. Братом Гобрия был Арсам.
Готовясь к походу в Грецию, Ксеркс I назначил командирами огромной, собранной почти со всех частей империи армии, своих родственников и доверенных людей. По свидетельству Геродота, одним из таких военачальников был Гобрий. Под командованием Гобрия находились отряды мариандинов, лигиев и сирийцев (каппадокийцев). Возможно, «отец истории» получил эту информацию из какого-то персидского источника времён кампании 480—479 годов до н. э.
Из сочинения Псевдо-Платона следует, что Гобрий был направлен на Делос для его охраны, хотя исследователи оставляют это утверждение под вопросом.
Возможно, сыном этого Гобрия был Ариоманд, командовавший, по словам Плутарха со ссылкой на Каллисфена, персидской армией во время битвы у реки Эвримедонт в 469 (или 466) году до н. э.